# ブラストビート
ブラストビートとは、主としてエクストリーム・メタルで用いられるドラム・ビートの一種であり、交互または同時に高速で（主としてバス・ドラムとスネア・ドラムを）打つ事によるビートである。
その音はマシンガンの発射音にも似ていて、爆風をイメージさせ、人間が叩ける速さの限界に挑むような叩き方である。表打ちと裏打ちがある。
ジーン・ホグラン (Gene Hoglan) （ストラッピング・ヤング・ラッド、ダーク・エンジェル）、アレックス・ヘルナンデス（イモレイション）、そしてフロ・モーニエ（クリプトプシー）、ドミネイター（ダーク・フューネラル）らの様な技巧派奏者により、様々なパターンやタイミングも頻繁に用いられている。
ピート・サンドヴァル（テロライザー、モービッド・エンジェル）によるバス・ドラム2打の後スネア・ドラム1打のスタイル、マックス・デュアメル（カタクリズム）によるバス・ドラムを叩く回数の少ないスタイル等も存在する。

## 歴史
ブラストビートの起源は、60年代から70年代のジャズドラマーの演奏にある。それはトニー・ウィリアムスやアンジェロ・スパンピナート、そしてサニー・マレイ (Sunny Murray) の1964年グリニッジ・ヴィレッジでのアルバート・アイラーとのレコーディングの1曲“HOLY GHOST”に顕著である。
オールミュージックガイド寄稿者のトム・ユーレクはウィリアムスを「ブラストビートの真の発明者」と評している。
ハードコア・パンクに於ける起源は、D.R.I.の1983年のファーストLP収録の“No Sense”や、ビースティ・ボーイズのファーストEP「Pollywog Stew」収録の“Riot Fight”まで辿る事が出来る。他にもハートアタック (Heart Attack) 、クリプティック・スローター (Cryptic Slaughter) 、ラーム (Lärm) 、シージ、ヘラシー (Heresy) らに見る事が出来る。
それらは、パワー・ヴァイオレンス (power violence) 、スラッシュコア (thrashcore) 、クラストコア、グラインドコア、デスメタル、そしてブラック・メタルに於いて顕著であるが、その他のジャンルに於いても見る事が出来る。
メタルに於ける起源は、デイヴ・ロンバード (Dave Lombardo) （スレイヤー）、デイヴ・“グレイヴ”・ホリングスヘッド（リバルジョン (Repulsion) ）、チャーリー・ベナンテ (Charlie Benante) （アンスラックス、SOD）らにあるとされている。グレイヴはreceived most of the credit for the "single footer."。ベナンテはSODのアルバム『Speak English or Die』の曲“Milk”に於いて、ダブルハンド・ブラストビートを披露し、後にライヴ・アルバム『Live at Budokan』に於いてはシングルハンドで演奏している。しかし、ボーカリストとしてデスヴォイスに於けるグロウルの先駆者としても有名であるドラマーのキャム・リー (Kam Lee) が、“Reign Of Terror”や“Curse Of The Priest”の様な曲で披露した、デスの1984年のデモにまで遡る事も出来る。Members from Repulsion (back when they were known as Genocide) temporarily joined Death in 1985, so it's been speculated that they started their trademark widespread usage after first hearing it during their short tenure with Death.
ブラストビートがより広範囲に使われる様になった切っ掛けは、ナパーム・デスの最初期のドラマーミック・ハリス (Mick Harris) である。ハリスはそれを、初期ナパーム・デスに於ける楽曲の根本的な特徴とした。As perhaps the most important of innovations、ニューヨークのデスメタル・グループ、サフォケイションのマイク・スミス (Mike Smith (musician))  invented and pioneered the technique of a blast beat that is played with the snare and bass drum synchronized and the cymbals on the off beat, as opposed to the original form, which most attribute to Napalm Death's Mick Harris, where the snare drum alternates with the bass drum and cymbal.
日本ではSxOxB、ROSEROSE等がいち早く導入した。Forceの夏目陽一郎、Die You Bastard!のアイアンフィスト辰嶋、324の坂田がブラストビートの名手として知られている。

## 特徴
初期のブラストビートは、今日に於ける基準と比べると、明らかに遅く、また正確さの面でも到底及ばない。
しかし今日では、ブラストビートと言えば通常180bpm以上で演奏され、グラヴィティ・ロール (gravity roll) と呼ばれるワン・ハンド・ロールを含むものは、“グラヴィティ・ブラスト”と呼ばれる。このテクニックはスネアのリムをスティックを前後に固定する為の支点 (Fulcrum) として用い、1回の腕のストロークでスネアを2度叩くものであり（1度は腕の振り下ろし時、もう1度は腕の振り上げ時）、本来は両手で行う動作を片手で行っている。
典型的なブラストビートは、バス・ドラムとスネア・ドラムが交互に現れ、それにハイハットかライド・シンバル (Ride cymbal) を同期させた、8分音符のパターンから成る。
バリエーションとして、例えばプログレッシブなジャンルで変拍子が使われているような場合に、ハイハットやライド・シンバル、スネア・ドラム、バス・ドラムのタイミングをずらしたり、スプラッシュ・シンバル (Splash cymbal) やクラッシュ・シンバル (Clash cymbals) 、チャイナ・シンバル (China cymbal) 、タンバリン等をアクセントとして用いる事もある。
8分音符や8分音符の3連符を演奏する際、一部のドラマーは片足のみで叩き通すが、その他のドラマーは8分音符を両足に割り当てて叩く。
ジョージ・コリアスの様な一部のドラマーは、ブラストビートを演奏する際には片足のみを使う事を好む。両足を使って正確な演奏をするのは難しい為である。
ブラストビートの譜例：
```
 H- x-x-x-x-x-x-x-x-|   H- x-x-x-x-x-x-x-x-|   H- x-x-x-x-x-x-x-x-|   R- x-x-x-x-x-x-x-x-|
 S- o-o-o-o-o-o-o-o-|   S- -o-o-o-o-o-o-o-o|   S- o-o-o-o-o-o-o-o-|   S- oooooooooooooooo|
 B- o-o-o-o-o-o-o-o-|   B- o-o-o-o-o-o-o-o-|   B- oooooooooooooooo|   B- o-o-o-o-o-o-o-o-|
```